# Westerplatte
Westerplatte è una penisola situata alla foce della cosiddetta "Vistola Morta" (Martwa Wisła in polacco). Tra il 1926 e il 1939 è stata la sede di una fortezza polacca, la cui strenua difesa, durante i primi giorni della seconda guerra mondiale ha rappresentato uno dei cardini della resistenza polacca all'invasione delle truppe tedesche. I combattimenti, durati dal 1 al 7 settembre 1939, sono noti come battaglia della Westerplatte.

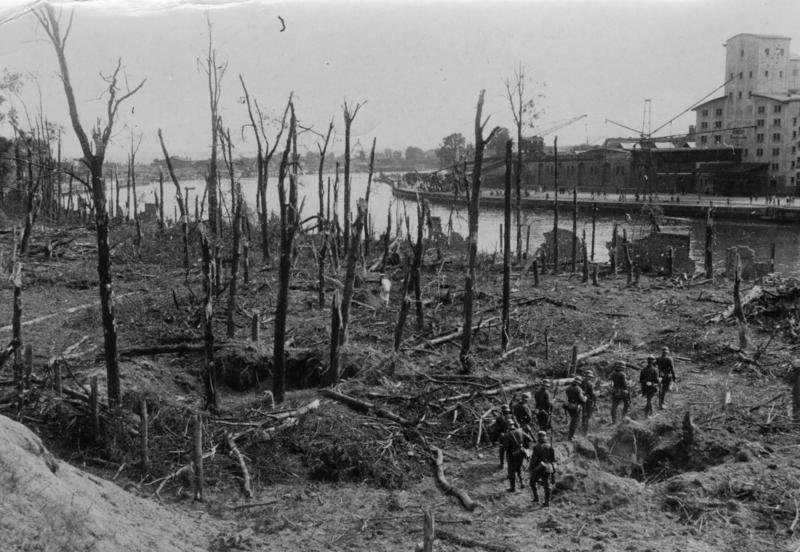
Westerplatte alla fine della battaglia, 9 settembre 1939

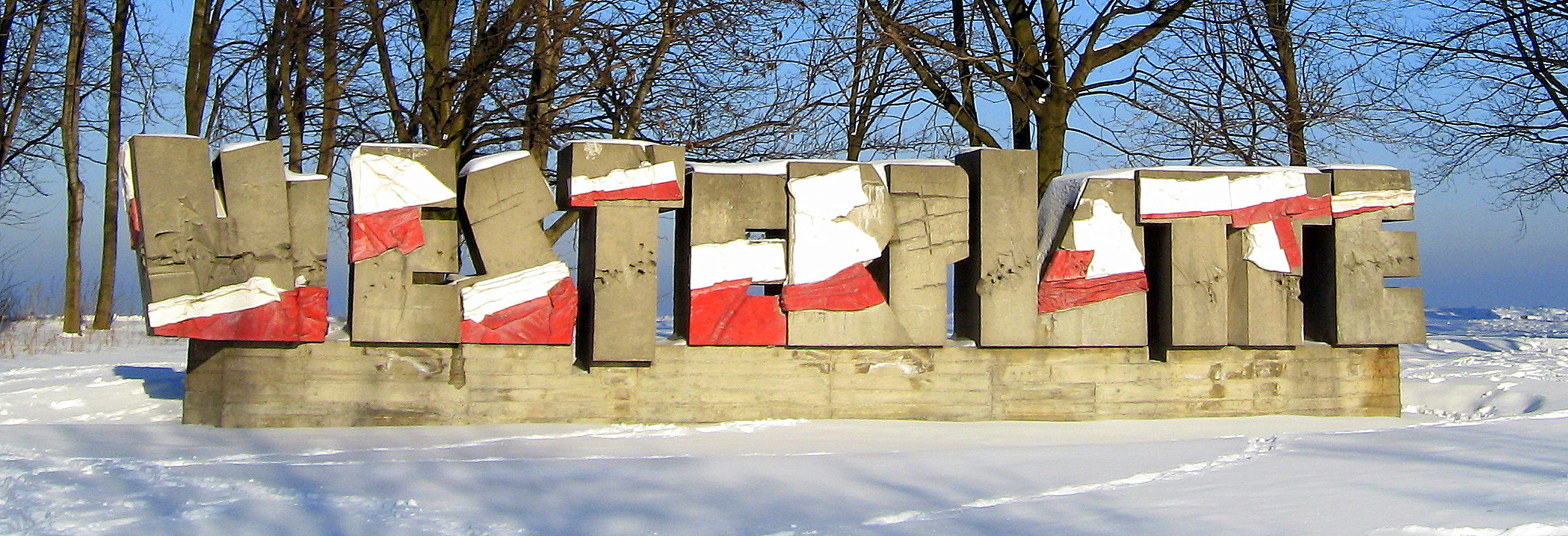
Scritta commemorativa

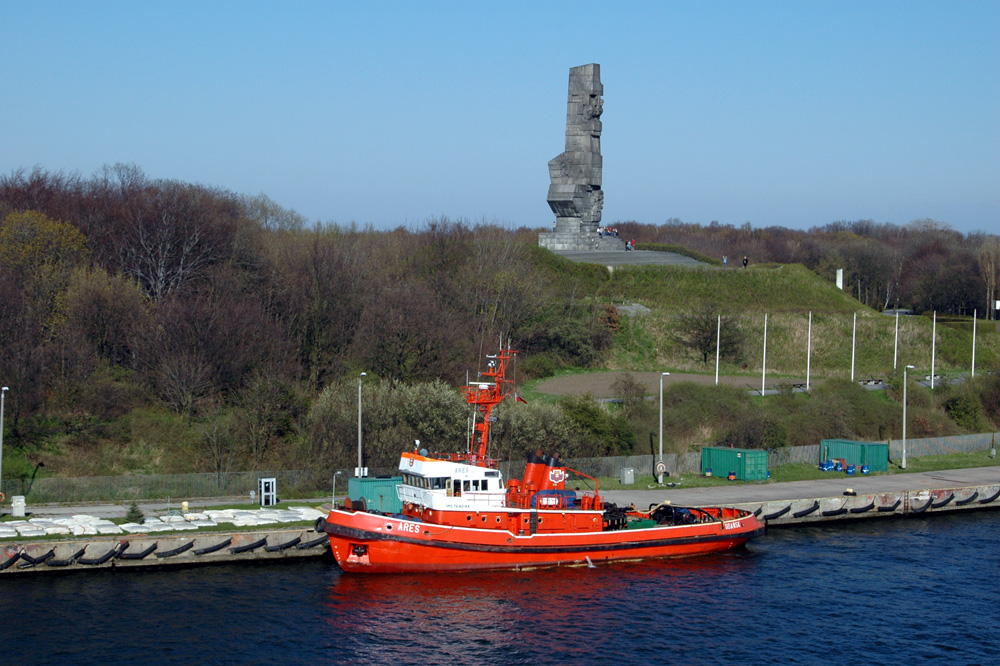
Il monumento ai caduti visto dal mare

## Storia
Nel maggio 1734 un corpo di spedizione francese di 2500 uomini sbarcò sulla penisola ai comandi del conte Ludovico de Plélo, con l'intenzione di rompere l'assedio russo a Danzica (Gdańsk).
Nel 1924 la Lega delle Nazioni ha consegnato alla Polonia la sovranità sulla penisola, concessione confermata nel 1925 con un atto in cui Westerplatte viene consegnata alla Polonia in perpetuo. Il 7 dicembre 1925 la Lega delle Nazioni permette alla Polonia di far stazionare un contingente militare sulla penisola, e già il 18 gennaio 1926, alle ore 14.00 la nave ORP Mewa sbarcò il primo contingente di truppe.
Fra il 1926 e il 1939 è stata attiva sulla penisola una fortezza dell'esercito polacco, adibita a deposito di munizioni.
Il 25 agosto 1939 si avvicina a Westerplatte la corazzata della Kriegsmarine Schleswig-Holstein, ufficialmente in visita di cortesia alla città di Danzica. La mattina del 1º settembre 1939, alle ore 04:48 la nave apre il fuoco sulla città e sulla fortezza di Westerplatte, dando così inizio alla seconda guerra mondiale.
Dal 1966 è presente sulla penisola un monumento ai caduti in difesa della costa, alto 25 metri e situato su una collina artificiale di 20 metri.
Il 12 giugno 1987 si è tenuto a Westerplatte un incontro fra papa Giovanni Paolo II, 38 sopravvissuti della battaglia e la gioventù polacca.
Nel 2009, a settanta anni da quella data, la zecca di stato polacca ha coniato una moneta da 2 zloty a ricordo del tragico evento.